# Leinster Rugby
Il Leinster Rugby è una franchigia professionistica irlandese di rugby a 15. Rappresenta la provincia irlandese di Leinster, disputa le proprie gare interne a Dublino e partecipa allo United Rugby Championship e all'Heineken Cup. La squadra rappresenta anche la Irish Rugby Football Union Leinster Branch, che è una delle quattro principali sezioni della IRFU ed è responsabile dell'organizzazione e diffusione del rugby a 15 nella provincia di Leinster.
I colori sociali sono il blu scuro e il bianco, mentre il simbolo è un'arpa stilizzata. Tradizionalmente lo stadio del Leinster è Donnybrook nel distretto Dublino 4, anche se attualmente la maggior parte delle partite interne viene disputata alla RDS Arena, mentre per le partite di cartello si gioca all'Aviva Stadium. Il Leinster è passato al professionismo nel 1995 insieme alle altre franchigie che rappresentano le province d'Irlanda, ed ha disputato la Celtic League sin dalla sua creazione nel 2001, mentre in precedenza ha disputato il campionato interprovinciale.
La seconda squadra del Leinster disputa la British and Irish Cup, un campionato semiprofessionistico. Il Leinster ha vinto per otto volte il Pro14, per 4 volte la Heineken Cup (primo successo nel 2009) e per una volta la European Challenge Cup.

## Storia

### L'epoca del dilettantismo
La squadra del Leinster venne fondata nel 1879 durante una riunione tenutasi al n. 63 di Grafton Street.
Durante l'epoca del dilettantismo le quattro provincie giocavano l'una contro l'altra nel campionato interprovinciale, oltre a disputare dei tour. Il primo confronto interprovinciale tra Leinster, Munster e Ulster si tenne nel 1875. All'epoca le partite si disputavano con venti giocatori per squadra. Prima dell'epoca del professionismo oltre al campionato interprovinciale ebbe un certo rilievo anche la AIB League. Quando il rugby a 15 venne dichiarato sport open nel 1995 le quattro rappresentative provinciali si trasformarono nelle quattro franchigie professionistiche gestite dalla IRFU.

### I leoni di Leinster
Il soprannome di "Leinster Lions" nacque durante la stagione 2001-2002, come risultato di un'iniziativa congiunta di marketing tra il Leinster e il suo sponsor tecnico, la Canterbury Clothing Company. La prima stagione del Leinster nella neonata Celtic League finì con un successo, in quanto la squadra diventò il primo campione dopo aver sconfitto in finale i rivali di Munster. Nella stagione 2002-2003 Leinster diventò la terza squadra della storia a vincere tutte le partite del proprio girone iniziale; venne però fermata in semifinale a causa di una sconfitta interna contro i francesi del Perpignan. A questa sconfitta si affiancò una stagione di Celtic League deludente come del resto quella successiva. Prima dell'inizio della stagione 2004-2005 si decise così di eliminare il nomignolo Lions dalla denominazione ufficiale della squadra, anche se viene ancora usato in qualche iniziativa di marketing specialmente associata alle formazioni giovanili La mascotte del Leinster continua comunque ad essere Leo the Lion.

### 2004-2007
Il Leinster ricominciò a scalare la classifica nella stagione 2004-2005, quando terminò al terzo posto, con solo tre punti in meno dei vincitori. Vinse inoltre tutte le partite del suo girone iniziale di Heineken Cup, candidandosi per il titolo; venne tuttavia eliminato nei quarti di finale dai Leicester Tigers. Le due stagioni successive furono positive ma entrambe sfortunate in quanto la squadra perse il titolo all'ultima giornata. Il Leinster inoltre ottenne risultati migliori anche in Heineken Cup; nel 2005-2006 giunse alle semifinali, sconfitto da Munster, mentre l'anno seguente si fermò ai quarti, eliminato dai London Wasps.

### Il recente periodo di successi
Il sempre crescente seguito di pubblico ha suggerito di spostare la sede degli incontri interni da Donnybrook alla rinnovata RDS Arena. Nella stagione 2007-2008 nonostante la mancata qualificazione nel girone iniziale di Heineken Cup, il Leinster vinse la Celtic League, conquistando il titolo nell'incontro casalingo contro i Newport Gwent Dragons vinto 41-8 con sei mete segnate. La stagione successiva il Leinster vinse il proprio girone di Heineken Cup, riuscendo a riscattare una dura sconfitta subita al debutto dai francesi del Castres Olympique. A quarti superò gli Harlequins, mentre in seminifinale batté i classici rivali di Munster, nonostante partisse senza i favori del pronostico. La partita, giocata al Croke Park di Dublino, con oltre 82.200 spettatori superò il record mondiale di presenze per un incontro di rugby. La finale si disputò al Murrayfield Stadium di Edimburgo e il Leinster si impose per 19-16 sui Leicester Tigers, conquistando il suo primo titolo di campione d'Europa. L'anno successivo la squadra giunse fino alla semifinale, in cui fu eliminata dallo Stade Toulousain.

## Cronistoria
| Cronistoria del Leinster Rugby |
| --- |
| - 1879 - Fondazione della selezione di rugby a 15 della regione del Leinster - 1995 - Passaggio al professionismo e creazione della franchigia - 1995-96 - 1º Campionato interprovinciale irlandese (20º titolo) Semifinali Coppa Europa - 1996-97 - 2ª Irish Interprovincial Rugby Championship 3º girone 2 Coppa Europa - 1997-98 - Campione dell'Irish Interprovincial Rugby Championship (21º titolo) 3º girone 1 Coppa Europa - 1998-99 - 2ª Irish Interprovincial Rugby Championship 3º girone 1 Coppa Europa - 1999-2000 - 2ª Irish Interprovincial Rugby Championship 2º girone 2 Coppa Europa - 2000-01 - 3ª Irish Interprovincial Rugby Championship 3º girone 1 di Coppa Europa - 2001-02 - Campione della Celtic League (1º titolo) Quarti di finale Coppa Europa - 2002-03 - 5ª gir. B Celtic League Semifinali Coppa Europa - 2003-04 - 8ª Celtic League 2º girone 3 Coppa Europa - 2004-05 - 3ª Celtic League Quarti di finale Coppa Europa - 2005-06 - 2ª Celtic League Semifinali Coppa Europa - 2006-07 - 3ª Celtic League Quarti di finale Coppa Europa - 2007-08 - Campione della Celtic League (2º titolo) 3º girone 6 Coppa Europa - 2008-09 - 3ª Celtic League Vince la Coppa Europa (1º titolo) - 2009-10 - Finale Celtic League Semifinali Coppa Europa - 2010-11 - Finale Celtic League Vince la Coppa Europa (2º titolo) - 2011-12 - Finale Pro12 Vince la Coppa Europa (3º titolo) - 2012-13 - Campione del Pro12 (3º titolo) 2º girone 5 Coppa Europa Vince la Challenge Cup (1º titolo) - 2013-14 - Campione del Pro12 (4º titolo) Quarti di finale Coppa Europa - 2014-15 - 5ª Pro12 Semifinali Coppa Europa - 2015-16 - Finale Pro12 4º girone 5 Coppa Europa - 2016-17 - Semifinale Pro12 Semifinale Coppa Europa - 2017-18 - Campione del Pro14 (5º titolo) Vince la Coppa Europa (4º titolo) - 2018-19 - Campione del Pro14 (6º titolo) Finale Coppa Europa - 2019-20 - Campione del Pro14 (7º titolo) Quarti di finale Coppa Europa - 2020-21 - Campione del Pro14 (8º titolo) Coppa Europa |

## Colori sociali e simbolo

La bandiera della provincia di Leinster

Anche se attualmente Il Leinster gioca in blu scuro, nei primi anni di storia la squadra indossava una tenuta verde. L'arpa viene da molto tempo associata alla provincia di Leinster, così il Leinster Rugby la adottò come simbolo fin dal primo incontro interprovinciale contro l'Ulster. Nonostante il cambio di colori sociali, anche l'attuale simbolo del club resta una versione modernizzata dell'arpa. La leggenda vuole che l'arpa sia stata scelta come simbolo di Leinster nel XVII secolo, quando Eoghan Ruadh O'Neill issò una bandiera verde con un'arpa dorata sulla sua barca, la St Francis, attraccata a Dunkerque. O'Neill in seguito tornò in Irlanda per aiutare la Confederazione irlandese, che aveva il proprio quartier generale a Kilkenny, nel Leinster. Il simbolo attuale è stato creato nel 2005, dal momento che il Leinster Rugby non deteneva alcun diritto di copyright su quello precedente. Il nuovo simbolo stilizzato è stato creato appositamente per la squadra e rappresenta un'arpa incorporata in un pallone da rugby.
L'attuale tenuta di gioco della squadra è completamente blu scuro, mentre la seconda tenuta prevede maglietta e calzettoni blu chiaro con pantaloncini bianchi. La terza tenuta ha la maglietta bianca con panatalonini e calzettoni blu scuro.

## Impianti di gioco

### Donnybrook

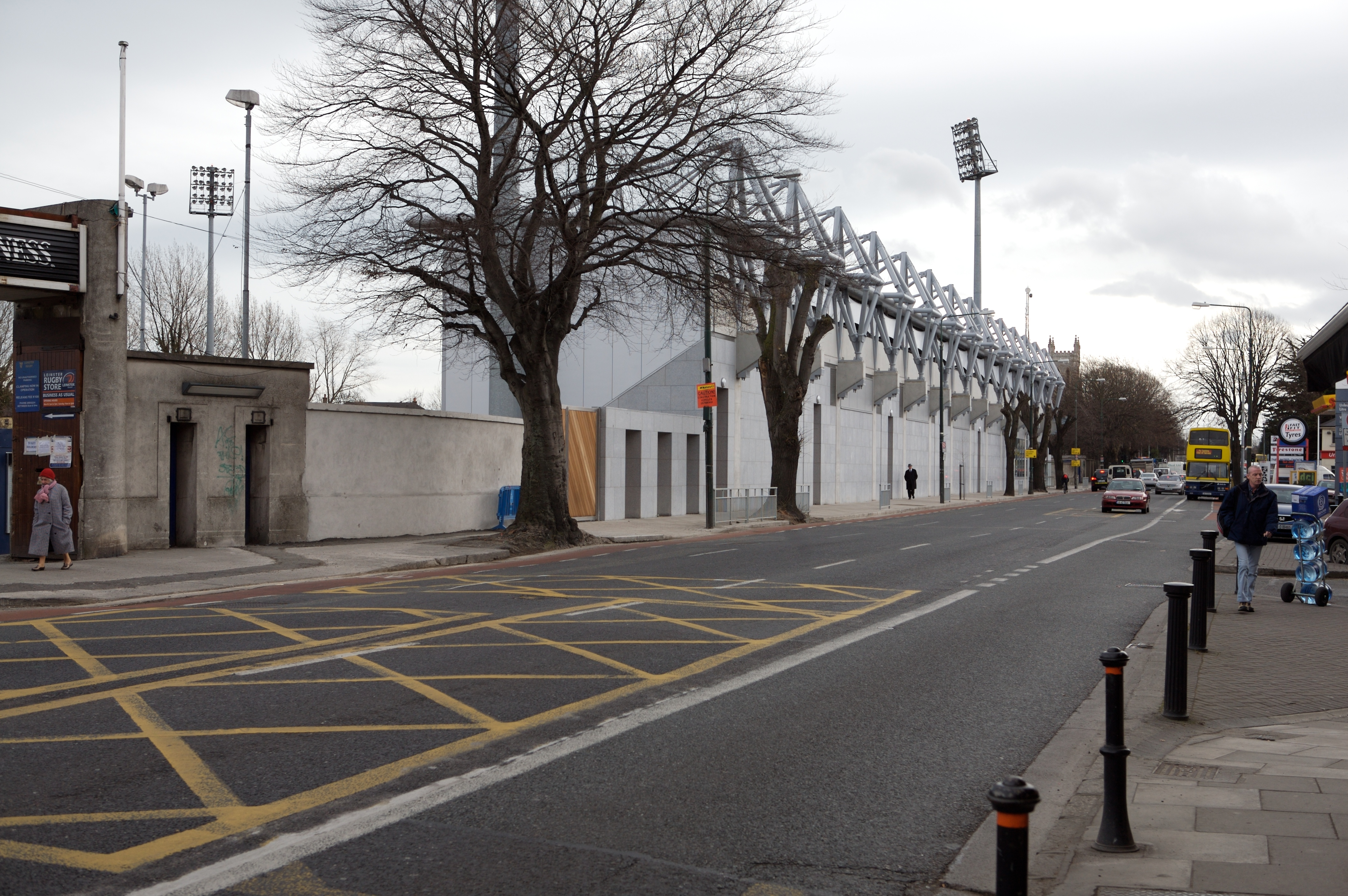
La tribuna centrale del Donnybrook Stadium

Per molti anni il campo di gioco tradizionale del Leinster è stato il Donnybrook nell'omonima località del distretto Dublino 4.
Donnybrook dispone di un'unica tribuna coperta, mentre negli altri tre lati vi sono delle gradinate scoperte. Il Leinster ha quindi dovuto trasferirsi alla RDS Arena per poter ospitare un pubblico numericamente maggiore. Per questa ragione è stato firmato un contratto con la Royal Dublin Society per poter disputare gli incontri interni alla RDS Arena.
Donnybrooke è stato comunque ammodernato nel 2008, con la costruzione di una nuova tribuna centrale e resta un impianto importante per il rugby a 15 dublinese. A causa degli spazi ristretti in cui si inserisce è improbabile che Donnybrook venga ulteriormente ampliato. Viene comunque utilizzato dalla seconda squadra del Leinster per le partite di British and Irish Cup, mentre la prima squadra vi disputa alcuni incontri amichevoli pre-stagionali.

### RDS Arena
La RDS Arena è l'attuale campo di gioco del Leinster. Vi ha disputato le prime partite nella stagione 2005-2006, iniziando con incontri di Heineken Cup. Dalla stagione successiva l'impianto è diventato la sede fissa. La RDS Arena da quando il Leinster vi si è trasferito ha subito importanti lavori di ammodernamento ed attualmente ha una capienza di 18.500 spettatori. Dal momento che la RDS Arena continua ad essere anche un impianto per i concorsi ippici le tribune nord e sud non sono fisse. La tribuna principale è stata coperta.
La RDS Arena resterà la casa del Leinster nel prossimo futuro anche se gli incontri di maggior richiamo potrebbero essere spostati nel più capiente Aviva Stadium come in precedenza si faceva a Lansdowne Road.

## Allenatori
- 1879-1997  ...
- 1997-2000  Mike Ruddock
- 2000-2003  Matt Williams
- 2003-2004  Gary Ella
- 2004-2005  Declan Kidney

 Gerry Murphy
- 2005-2010  Michael Cheika
- 2011-2013  Joe Schmidt
- 2013-2015  Matt O'Connor
- 2015-  Leo Cullen

## Palmarès
- Pro14: 8
2001-02, 2007-08, 2012-13, 2013-14, 2017-18, 2018-19, 2019-20, 2020-21
- Heineken Cup: 4
2008-09, 2010-11, 2011-12, 2017-18
- Challenge Cup: 1
2012-13

## Giocatori celebri

### Giocatori che hanno vestito la maglia dei Lions
I giocatori che seguono hanno vestito in almeno un'occasione la maglia dei British and Irish Lions.
- Tom Crean: 1896
- Karl Mullen: 1950
- Robin Roe: 1955
- Tony O'Reilly: Tour dei British and Irish Lions 1955, 1959
- Ronnie Dawson: 1959, 1968
- Mike Hipwell: 1971
- Sean Lynch: 1971
- Fergus Slattery: 1971, 1974
- Tom Grace:1974
- John Moloney: 1974
- Willie Duggan: 1977
- Philip Orr: 1977, 1980
- Rodney O'Donnell: 1980
- John Robbie: 1980
- Tony Ward: 1980
- Ollie Campbell: 1980, 1983
- Hugo MacNeill: 1983
- Paul Dean: 1989
- Brendan Mullin: 1989
- Vince Cunningham: 1993
- Eric Miller: 1997
- Malcolm O'Kelly: 2001, 2005
- Brian O'Driscoll: 2001, 2005, 2009, 2013
- Shane Byrne: 2005
- Gordon D'Arcy: 2005, 2009
- Denis Hickie: 2005
- Shane Horgan: 2005
- Nathan Hines: 2009
- Rob Kearney: 2009, 2013
- Luke Fitzgerald: 2009
- Jamie Heaslip: 2009, 2013
- Cian Healy: 2013
- Seán O'Brien: 2013
- Jonathan Sexton: 2013, 2017

### Giocatori celebri provenienti dall'emisfero sud
- Felipe Contepomi
- Rocky Elsom
- Chris Whitaker
- Owen Finegan
- Ollie le Roux
- CJ van der Linde